# Ułanci
Ułanci (mac. Уланци) – wieś w centralnej Macedonii Północnej, terytorialnie i administracyjnie należąca do gminy Gradsko. Według stanu na 2002 rok jej liczebność wynosiła 80 mieszkańców.

położenie wsi na mapie gminy

Według danych ze spisu powszechnego przeprowadzonego w 2002 roku, wieś Nogaewci zamieszkiwało 80 osób deklarujących następującą narodowość: 
- Macedończycy – 72 (80,00%)
- Turcy – 7 (8,75%)
- Serbowie – 1 (1,25%)